# Wilhelm Murr
Wilhelm Murr (Esslingen am Neckar, 16 december 1888 - Vorarlberg, 14 mei 1945) was een nationaalsocialistische gouwleider en een SS-Obergruppenführer (luitenant-generaal) tijdens de Tweede Wereldoorlog. Hij was staatspresident en rijksstadhouder van Württemberg.

## Leven
Op 16 december 1888 werd Wilhelm Murr geboren in Esslingen am Neckar. Hij groeide arm op, en verloor op 14-jarige leeftijd zijn beide ouders (Michael Murr (1843-1903, Leutesheim (Baden))
Selma (geboortenaam Müller) (1903) Mühlen/Neckar). Na een commerciële opleiding voltooide hij zijn militaire dienst van 1908 tot 1910. Hij werkte daarna als commercieel bediende in een machinefabriek in Esslingen.

### Eerste Wereldoorlog
Murr vocht aan beide fronten, en bereikte de rang van Vize-Feldwebel (sergeant). Hij maakte het einde van de oorlog mee in een militair hospitaal in Cottbus. In maart 1919 werd hij ontslagen uit de actieve dienst.

### Interbellum
Na de oorlog werd Murr actief in de Deutschnationaler Handlungsgehilfen-Verband (DHV) (vrije vertaling: Duitse Nationale Handelsbediende Vereniging), een rechts-conservatieve en antisemitische bond van middelbaar en hoger personeel, waar hij zich voor de oorlog bij aangesloten had. Daar kwam hij in contact met de geschriften van de antisemiet Theodor Fritsch, wiens opvattingen hij grotendeels overnam. In de zomer van 1923 trad hij toe tot de NSDAP en, nadat de partij tijdelijk was verboden, werd hij opnieuw lid in augustus 1925. Op zijn werkplek, de machinefabriek in Esslingen, rekruteerde hij gretig nieuwe strijdmakkers. In september 1927 bekritiseerde een arbeiderskrant dat Murrs enige taak daar was om "hakenkruizen de fabriek binnen te smokkelen". Zijn kennismaking met Richard Drauz, de latere Kreisleiter van Heilbronn, die Murr later vaak beschermde, dateert ook uit deze periode.

#### Gouw Württemberg-Hohenzollern
Na felle interne partijruzies slaagde de lokale Ortsgruppenleiter Murr, die later opviel door zijn meedogenloze en gewetenloze methoden, er uiteindelijk in om de zittende gouwleider Eugen Munder uit zijn positie te verdrijven. In februari 1928 benoemde Hitler Murr tot gouwleider van het Gouw Württemberg-Hohenzollern. Een van zijn rivalen, die hij te slim af was, was de toekomstige premier van Württemberg, Christian Mergenthaler, die later in machtsstrijd herhaaldelijk door Murr werd verslagen. Murr kon zijn positie in Württemberg consolideren door strikte ondergeschiktheid aan Hitler en de partij.
Bij de Duitse Rijksdagverkiezingen 1930, waarin de NSDAP voor het eerst een stijging van het stemaandeel van 2,6 naar 18,3% had, werd Murr verkozen tot parlementslid van de NSDAP voor kiesdistrict 31 (Württemberg) in de Rijksdag. In oktober van datzelfde jaar gaf hij zijn baan bij de machinefabriek van Esslingen op en ging volledig voor de partij werken. Het ledenaantal en de financiële situatie van de NSDAP in Württemberg verbeterden. Begin 1931 ging Murr zijn eigen propagandablad publiceren de NS-Kurier, waarin hij tot 1945 talloze hoofdartikelen publiceerde die niet opvielen door hun intellectuele genialiteit, maar wel getrouw de officiële partijlijn weerspiegelden.
Na overname van de macht en onder druk van de nazi's werd Murr gekozen door de Landdag van Baden-Württemberg tot Württembergs nieuwe staatspresident, waardoor hij zijn andere politieke vijand Eugen Bolz opvolgde. Murr nam tegelijkertijd ook de ministeries van Binnenlandse Zaken en Economische Zaken over. Op het Schlossplatz in Stuttgart liet Murr bekendmaken:
Wir werden mit unseren Gegnern verfahren: Auge um Auge, Zahn um Zahn. Aber nicht nur Auge um Auge und Zahn um Zahn, sondern wir werden dem, der einem der Unseren einen Zahn einschlägt, den Kiefer zerschmettern, und dem, der einem der Unseren ein Auge einschlägt, dem werden wir den Kopf abschlagen.
Wij zullen met onze tegenstanders afrekenen: Oog om oog, Tand om tand. Maar niet alleen Oog om oog, Tand om tand, maar dat zullen we wel doen wie in een van de onze een tand breekt, zal de kaak verbrijzelen, en wie in een van de onze een oog uitbreekt, zullen wij zijn hoofd afhakken.

### Rijksstadhouder in Württemberg
Op 6 mei 1933 werd Murr gekozen in het nieuw opgericht ambt van rijksstadhouder van Württemberg. Het ambt van staatspresident van Württemberg werd afgeschaft en de Landdag werd van elke functie ontheven. Zijn rivaal Mergenthaler, sinds begin 1932 al president van de Landdag, werd zowel Murr's premier als minister van Cultuur en Justitie. Murr had duidelijk intellectuele tekorten, die werden vermomd als iemand die dicht bij de mensen stond. De rijksstadhouder werd in de propaganda beschouwd als een “man van het volk”. Joseph Goebbels daarentegen beschreef Murr als “parvenu” in zijn dagboekaantekening van 31 juli 1933. Na zijn benoeming tot rijksstadhouder ontving Murr in mei 1933 het ereburgerschap van talrijke steden en gemeenschappen; sinds maart 1933 was hij ereburger van Böblingen. Ook in zijn geboorteplaats Esslingen werd hij ereburger. Op 9 september 1934 volgde zijn toetreding tot de Schutzstaffel (SS). Murr kreeg als SS-Ehrenführer de rang van een SS-Gruppenführer (generaal-majoor), en kreeg een plaatsing in de Persönlicher Stab Reichsführer-SS. Op 4 september 1935 werd Murr benoemd tot lid van de Academie voor Duits recht van Hans Frank.
Toen Murr in 1938 hoorde dat de bisschop van Rottenburg, Joannes Baptista Sproll, niet had deelgenomen aan het referendum over de annexatie van Oostenrijk van 10 april, voerde hij een campagne tegen Sproll met krantenartikelen en organiseerde demonstraties, waardoor de autoriteiten de kans kregen om de bisschop het land uit te zetten en hem naar Beieren te drijven.
In september 1939 werd Murr benoemd tot Reichsverteidigungskommissar (Rijksverdedigingscommissaris) van het Wehrkreis V (4e militaire district). Hij had niet alleen controle over zijn gouw, maar ook de naburige gouw Baden. Dit bracht hem enorme macht, aangezien belangrijkste sectoren van het militaire en civiele bestuur nu direct of op zijn minst de facto onder zijn directe controle stonden. Vrijwel niets zou in Württemberg kunnen gebeuren zonder de toestemming van Murr of zijn ondergeschikten. De Holocaust tegen Joden en geesteszieken verliepen soepel in Württemberg, dankzij het onvoorwaardelijk opvolgen van de bevelen van de Führer en de Partij door Murr.

### Tweede Wereldoorlog
Op 30 januari 1942 werd Murr bevorderd tot SS-Obergruppenführer (luitenant-generaal). Van 16 november 1942 werd de jurisdicties van de rijksverdedigingscommissarissen gewijzigd van het militair district naar gouw-niveau, en Murr bleef alleen rijksverdedigingscommissaris voor zijn eigen gouw. Na toenemende luchtaanvallen op Stuttgart in 1943, kreeg Murr zijn eerste voorgevoelens van een mogelijke nederlaag voor Duitsland. Hij bereidde in het geheim evacuatiemaatregelen voor Stuttgart voor, maar bleef in het openbaar een trouwe woordvoerder van Hitler en Goebbels. Zelfs toen Murr's enige zoon Winfried, ingezet bij de Waffen-SS in België, eind januari 1944 op 21-jarige leeftijd zelfmoord pleegde om een krijgsraad wegens verkrachting te voorkomen, bracht Murr zijn loyaliteit voor Hitler niet in twijfel. Op 1 maart verzekerde de Führer hem dat hij in zijn dienst zou blijven.

### Het einde van de oorlog
In december 1944 werden de evacuatieplannen van Murr bekend, die voorzagen in het leiden van de bevolking van Stuttgart op dagelijkse marsen van 20 kilometer naar het zuidoosten en het vernietigen van de stad. Murr gaf in maart 1945 het evacuatieplan op. Op 10 april riep hij op tot de uiterste verdedigingen van de stad en verbood hij de vernietiging van tankvallen of het hijsen van witte vlaggen onder dreiging van executie en Sippenhaft (detentie van de familie van een overtreder). Op 19 april vluchtte Murr zelf met zijn vrouw en andere metgezellen samen onder een valse naam uit Stuttgart. Via het klooster Urspring bij Schelklingen, Kißlegg, Wangen im Allgäu, Kressbronn am Bodensee kwam het vluchtelingenkonvooi in Großwalsertal in Vorarlberg aan. Murr en zijn vrouw en twee adjudanten bleven tot 12 mei 1945 in de Biberacher Hütte, waarna ze in een alpenhut die de Schröcken overzag trokken. In de morgen van 13 mei 1945 werden ze door Franse soldaten gevangengenomen, aan wie Murr zich voordeed als "Walter Müller". De arrestanten werden eerst naar Schoppernau en vervolgens naar Egg in Vorarlberg gebracht, waar Murr en zijn vrouw zelfmoord pleegden met behulp van gifcapsules die ze bij zich hadden. Beiden werden begraven op het kerkhof van Egg.

#### Nawerking
De Amerikaanse bezetter had Murr op de List of Potential War Criminals under Proposed US Policy Directives (vrije vertaling: lijst van potentiële oorlogsmisdadigers onder voorgestelde Amerikaanse beleidsrichtlijnen) gezet, en was op zoek naar hem. De Amerikanen en de Fransen begonnen al snel te vermoeden dat Murr mogelijk dood was, en samen met de politie van Württemberg vond de politie bewijsmateriaal dat hen naar Egg leidde. Op 16 april 1946 werd het graf van "Walter Müller" en zijn vrouw geopend. Zijn voormalige tandarts identificeerde Murr op basis van zijn tanden.
Op 13 oktober 2011 werd Murr's ereburgerschap van de stad Böblingen ingetrokken, net als voorheen dat van de stad Esslingen.

## Carrière
Murr bekleedde verschillende rangen in zowel de Deutsche Heer als Allgemeine-SS. De volgende tabel laat zien dat de bevorderingen niet synchroon liepen.
| Datums                  | Deutsche Heer              | NSDAP                        | Allgemeine-SS        |
| ----------------------- | -------------------------- | ---------------------------- | -------------------- |
| 1908                    | Einjährig-Freiwilliger     | —                            | —                    |
| 1908                    | Musketiere                 | —                            | —                    |
| 1914                    | Kriegsfreiwilliger         | —                            | —                    |
| 17 november 1915        | Überzähliger Gefreiter     | —                            | —                    |
| 1915 - 19 maart 1919    | Überzähliger VizeFeldwebel | —                            | —                    |
| 1919 - 1921             | —                          | Ortsgruppenleiter der NSDAP  | —                    |
|                         | —                          | Bezirksleiter der NSDAP      | —                    |
| 1 februari 1928         | —                          | Gauleiter der NSDAP          | —                    |
| 15 maart 1933           | —                          | Staatspräsident              | —                    |
| 5 mei 1933 - 6 mei 1933 | —                          | Reichsstatthalter            | —                    |
| 9 september 1934        | —                          | —                            | SS-Gruppenführer     |
| 1 september 1939        | —                          | Reichsverteidigungskommissar | —                    |
| 30 januari 1942         | —                          | —                            | SS-Obergruppenführer |

## Lidmaatschapsnummers
- NSDAP-nr.: 12 873 (lid geworden 1921[20] - 1922[10], hernieuwd lid 6 augustus 1925[9][10][20])
- SS-nr.: 147 545 (lid geworden 9 september 1934[9][10][16])

## Onderscheidingen
Selectie:
- IJzeren Kruis 1914, 1e Klasse[17][9] en 2e Klasse[17][9]
- Gouden Ereteken van de NSDAP[9] in 1933[3]
- Gouden Ereteken van de Hitlerjeugd met Eikenloof op 16 december 1938[3]
- Gewondeninsigne 1918 in zilver[17][9] in 1918[3]
- Grootkruis in de Orde van de Italiaanse Kroon[3]